# Lupinus obscurus
Lupinus obscurus är en ärtväxtart som beskrevs av Charles Piper Smith. Lupinus obscurus ingår i släktet lupiner, och familjen ärtväxter. Inga underarter finns listade i Catalogue of Life.